# Liliane Bettencourt
Liliane Henriette Charlotte Bettencourt, de naixement Schueller, (París, 21 d'octubre de 1922 - Neuilly-sur-Seine, 21 de setembre de 2017) fou una empresària francesa, hereva de l'imperi cosmètic L'Oréal i considerada en vida la dona més rica del món.
Filla del fundador de la multinacional de cosmètics, Eugène Schueller, el 1940 es va casar amb el polític francès André Bettencourt i van viure junts a la localitat francesa de Neuilly-sur-Seine. Es va quedar vídua el novembre de 2007 i posteriorment es va veure involucrada en escàndols polítics i afers judicials.
El març del 2017, segons la classificació de la revista Forbes, era la catorzena fortuna mundial i la primera dona de la llista, amb 39.500 milions de dòlars.